# ФК «Динамо» Москва в сезоне 2017/2018
Сезон 2017/18 стал для футбольного клуба «Динамо» Москва 95-м в его истории. Команда приняла участие в 25-м для себя чемпионате России, и в 26-м розыгрыше Кубка России, также это первый сезон для клуба в российской Премьер-лиге после его возвращения из Футбольной национальной лиги, в которую клуб вылетел по итогам сезона 2015/16 годов.
«Динамо» начало сезон с ничьи со счётом 2:2, в дерби против московского «Спартака», однако впоследствии «Динамо» просело и к 11 туру находилось на 13-м месте. Помимо этого в Кубке России клуб также провалился, сыграв вничью с клубом «Спартак-Нальчик» и проиграв ему в серии пенальти. В 12 туре московский «Локомотив» разгромил «Динамо» со счетом 3:0, после чего команда опустилась на 15 место, а тренер Юрий Калитвинцев был уволен, на смену ему пришёл тренер молодёжной команды и бывший игрок клуба Дмитрий Хохлов. После смены тренера команда завершила первый круг чемпионата на безопасном 12-м месте. Зимой команда подписала 4 игроков, включая защитника сборной России Константина Рауша. Вторую часть сезона команда провела неплохо, имея всего лишь 2 поражения в 10 матчах. По итогам сезона, «Динамо» закрепилось в Премьер-лиге на 8-м месте (4 раз в истории чемпионатов России) после возвращение в элитный дивизион, а также вылетело в Кубке России от клуба «Спартак-Нальчик»

## Состав
Основной состав
| 1  | Россия               | Вр  | Антон Шунин       | 1987 |  |  |  |  |
| 31 | Россия               | Вр  | Игорь Лещук       | 1996 |  |  |  |  |
| 42 | Россия               | Вр  | Сергей Нарубин    | 1981 |  |  |  |  |
|    |                      |     |                   |      |  |  |  |  |
| 2  | Россия               | Защ | Григорий Морозов  | 1994 |  |  |  |  |
| 3  | Швеция               | Защ | Себастьян Хольмен | 1992 |  |  |  |  |
| 4  | Флаг России          | Защ | Владимир Рыков    | 1987 |  |  |  |  |
| 11 | Флаг России          | Защ | Иван Темников     | 1989 |  |  |  |  |
| 12 | Флаг России          | Защ | Дмитрий Белоруков | 1983 |  |  |  |  |
| 13 | Флаг России          | Защ | Сергей Терехов    | 1990 |  |  |  |  |
| 25 | Россия               | Защ | Алексей Козлов    | 1986 |  |  |  |  |
| 26 | Россия               | Защ | Никита Калугин    | 1998 |  |  |  |  |
| 44 | Босния и Герцеговина | Защ | Тони Шунич        | 1988 |  |  |  |  |
|    |                      |     |                   |      |  |  |  |  |
| 7  | Флаг России          | ПЗ  | Алексей Ионов     | 1989 |  |  |  |  |

| 10 | Россия     | ПЗ  | Александр Зотов  | 1990 |  |  |  |  |
| 15 | Россия     | ПЗ  | Ибрагим Цаллагов | 1990 |  |  |  |  |
| 23 | Россия     | ПЗ  | Антон Соснин     | 1990 |  |  |  |  |
| 27 | Флаг Мали  | ПЗ  | Самба Соу        | 1989 |  |  |  |  |
| 41 | Россия     | ПЗ  | Александр Сапета | 1989 |  |  |  |  |
| 77 | Россия     | ПЗ  | Анатолий Катрич  | 1994 |  |  |  |  |
| 88 | Россия     | ПЗ  | Александр Ташаев | 1994 |  |  |  |  |
| 96 | Россия     | ПЗ  | Максим Кузьмин   | 1996 |  |  |  |  |
|    |            |     |                  |      |  |  |  |  |
| 8  | Россия     | Нап | Кирилл Панченко  | 1989 |  |  |  |  |
| 9  | Россия     | Нап | Павел Погребняк  | 1983 |  |  |  |  |
| 14 | Бразилия   | Нап | Вандерсон        | 1986 |  |  |  |  |
| 21 | Черногория | Нап | Фатос Бечирай    | 1988 |  |  |  |  |
| 48 | Россия     | Нап | Евгений Луценко  | 1987 |  |  |  |  |

### Молодёжный состав
| №  |        | Поз. | Имя               | Год рождения |
| -- | ------ | ---- | ----------------- | ------------ |
| 16 | Россия | Вр   | Иван Зириков      | 1998         |
| 35 | Россия | Вр   | Пётр Косаревский  | 1999         |
| 61 | Россия | Вр   | Дэвид Сангарэ     | 2000         |
| 15 | Россия | Защ  | Егор Данилкин     | 1995         |
| 22 | Россия | Защ  | Максим Ненахов    | 1998         |
| 24 | Россия | Защ  | Роман Евгеньев    | 1999         |
| 52 | Россия | Защ  | Илья Панин        | 1999         |
| 54 | Россия | Защ  | Илья Калачёв      | 2000         |
| 79 | Россия | Защ  | Сергей Слепов     | 1999         |
| 81 | Россия | Защ  | Артем Горбулин    | 1999         |
| 73 | Россия | Защ  | Сергей Евтушенко  | 1997         |
| 96 | Россия | Защ  | Александр Захаров | 1999         |

| №  |        | Поз. | Имя                | Год рождения |
| -- | ------ | ---- | ------------------ | ------------ |
| 20 | Россия | ПЗ   | Вячеслав Грулёв    | 1999         |
| 56 | Россия | ПЗ   | Виктор Демьянов    | 1999         |
| 57 | Россия | ПЗ   | Илья Гоманюк       | 2000         |
| 65 | Россия | ПЗ   | Владимир Москвичёв | 2000         |
| 68 | Россия | ПЗ   | Георгий Челидзе    | 2001         |
| 71 | Россия | ПЗ   | Роман Денисов      | 1999         |
| 78 | Россия | ПЗ   | Данил Липовой      | 1999         |
| 55 | Россия | Нап  | Кирилл Бурыкин     | 1998         |
| 69 | Россия | Нап  | Семён Беляков      | 1999         |
| 90 | Россия | Нап  | Николай Обольский  | 1999         |
| 99 | Россия | Нап  | Станислав Лацевич  | 1999         |

### Игроки в аренде
| \| 77 \| \| ПЗ \| Михаил Могулкин (в «Велесее» до 30 июня 2018) \| 1997 \| \| 78 \| \| ПЗ \| Павел Лелюхин (в «Спартаке-2» до 30 июня 2018) \| 1998 \| \| 95 \| \| ПЗ \| Илья Петров (в «Авангарде» до 30 июня 2018) \| 1995 \| |             |      |                                                |              |  |  |  |  |  |  |  |  |  |
| № |             | Поз. | Имя                                            | Год рождения |  |  |  |  |  |  |  |  |  |
| 77 | Флаг России | ПЗ   | Михаил Могулкин (в «Велесее» до 30 июня 2018)  | 1997         |  |  |  |  |  |  |  |  |  |
| 78 | Флаг России | ПЗ   | Павел Лелюхин (в «Спартаке-2» до 30 июня 2018) | 1998         |  |  |  |  |  |  |  |  |  |
| 95 | Флаг России | ПЗ   | Илья Петров (в «Авангарде» до 30 июня 2018)    | 1995         |  |  |  |  |  |  |  |  |  |

## Трансферы

### Лето 2017

#### Пришли
| Поз. | Игрок             | Прежний клуб |
| ---- | ----------------- | ------------ |
| Защ  | Тони Шунич***     | Штутгарт     |
| Защ  | Ибрагим Цаллагов* | Зенит        |
| ПЗ   | Алексей Ионов**   | ЦСКА         |
| ПЗ   | Самба Соу***      | Кайсериспор  |
| Нап  | Вандерсон***      | Краснодар    |
| Нап  | Кирилл Панченко   | ЦСКА         |

#### Ушли
| Позиция | Игрок             | Новый клуб |
| ------- | ----------------- | ---------- |
| Защ     | Люк Уилкшир***    | Сидней     |
| Защ     | Виталий Дьяков*** | Сивасспор  |
| ПЗ      | Игорь Денисов***  | Локомотив  |
| Нап     | Иван Маркелов     | Анжи       |

* В аренду 
** Из аренды 
*** Свободный агент 

## Руководство клуба
- Председатель совета директоров: Юрий Белкин.
- Генеральный директор: Евгений Муравьёв.
- Исполнительный директор: Евгений Кречетов.
- Директор по подготовке резерва: Алексей Смертин.
- Главный селекционер: Геннадий Голубин.

## Тренерский и медицинский штаб
| Должность         | Имя                 |
| ----------------- | ------------------- |
| Главный тренер    | Юрий Калитвинцев    |
| Тренер            | Геннадий Литовченко |
| Тренер            | Юрий Ковтун         |
| Тренер вратарей   | Роман Березовский   |
| Начальник команды | Александр Удальцов  |
| Администратор     | Геннадий Самодуров  |
| Пресс-атташе      | Константин Алексеев |

### Молодёжный состав
| Главный тренер молодёжной команды | Дмитрий Хохлов      |
| Тренер молодёжной команды         | Юрий Никифоров      |
| Администратор молодёжной команды  | Виталий Кукляев     |
| Тренер по физподготовке           | Сергей Алексеев     |
| Главный врач                      | Александр Ярдошвили |
| Физиотерапевт                     | Матия Майцен        |

## Предсезонная подготовка

### Основной состав

#### Лето
Летние сборы команда провела сразу в нескольких странах: Болгарии, Австрии и России
| 16 июня 2017 | Черноморец Балчик | 0:2              | Динамо                                                        | Балчик, Болгария |
| 18:00 МСК |                   | отчёт видеоотчёт | Панченко 52′ (пен.) · Белоруков 61' · Соснин 69′ · Сапета 81' | Стадион: Балчик  |
| Динамо: Лещук (Шунин, 30' (Нарубин, 60')), Козлов (к), Калугин (Хольмен, 45'), Белоруков (Калугин, 64'), С.Терехов, Соснин (Сапета, 45'), Зотов (Соснин, 64'), Кузьмин (Панченко, 45'), Темников (Ионов, 45'), Ташаев (Катрич, 45'), Погребняк (Луценко, 45') |                   |                  |                                                               |                  |

| 25 июня 2017 | Ваккер                         | 2:2              | Динамо                                             | Фульпмес, Австрия               |
| 19:00 МСК | Габриел 63′ (пен.) · Илмаз 64′ | отчёт видеоотчёт | Бечирай 3′ · Ионов 37′ · Сапета 60' · Панченко 61' | Стадион: Фульпмес Зрителей: 500 |
| Динамо: Шунин (к) (Нарубин, 45'), Козлов (Ненахов, 60'), Хольмен (Калугин, 45'), Белоруков (Евгеньев, 60'), С.Терехов (Морозов, 46'), Соснин (Соу, 60'), Панченко (Сапета, 45'), Луценко (Кузьмин, 45'), Ионов (Темников, 45'), Катрич (Ташаев, 45'), Бечирай (Погребняк, 45') |                                |                  |                                                    |                                 |

| 28 июня 2017 | Динамо       | 1:0              | Карабах | Енбах, Австрия |
| 19:00 МСК | Панченко 61′ | отчёт видеоотчёт |         | Стадион: Енбах |
| Динамо: Шунин (к), Козлов (Морозов, 46'), Хольмен, Белоруков, С.Терехов, Сапета (Соснин, 46'), Соу (Зотов, 46'), Панченко (Кузьмин, 63'), Ионов (Ташаев, 76'), Катрич (Темников, 78'), Бечирай (Луценко, 46') |              |                  |         |                |

| 29 июня 2017 | Бавария II  | 1:7              | Динамо                                                                           | Ангерберг, Австрия |
| 19:00 МСК | Црнички 52′ | отчёт видеоотчёт | Луценко 15′, 28′, 29′ · Бечирай 34′, 54′ · Соснин 44' · Темников 48′ · Ионов 80′ | Стадион: Ангерберг |
| Динамо: Нарубин (Лещук, 46'), Козлов (Ненахов, 46'), Калугин, Евгеньев, Морозов (С.Терехов, 62'), Темников (Катрич, 62'), Сапета (Сов, 46'), Соснин (Зотов, 46'), Ташаев (Ионов, 62'), Луценко (Панченко, 62'), Бечирай (Вандерсон, 62') |             |                  |                                                                                  |                    |

| 1 июля 2017 | Динамо                                  | 3:1              | Лудогорец                   | Бад-Херинг, Австрия       |
| 19:00 МСК | Вандерсон 41′ · Бечирай 48′ · Зотов 54′ | отчёт видеоотчёт | Жоао Пауло 22′ · Керчев 69' | Стадион: Реттенбахштадион |
| Динамо: Шунин, Козлов, Белоруков, С.Терехов, Шуньич (Хольмен, 46'), Катрич, Зотов (Сапета, 46'), Сов, (Соснин, 46'), Ионов, Панченко (Бечирай, 46'), Вандерсон (Луценко, 46') |                                         |                  |                             |                           |

| 4 июля 2017 | Динамо                                                   | 6:0              | Кукеси | Енбах, Австрия |
| 18:30 МСК | Бечирай 1′ · Сапета 8′ · Луценко 67′ · Темников 73′, 84′ | отчёт видеоотчёт |        | Стадион: Енбах |
| Динамо: Нарубин (Лещук, 46'), Морозов, Хольмен, Шуньич, С.Терехов, Катрич (Темников, 68'), Сапета (Соснин, 46'), Зотов (Сов, 46'), Панченко (Кузьмин, 71'), Вандерсон (Ионов, 46'), Бечирай (Луценко, 46') |                                                          |                  |        |                |

| 10 июля 2017 | Динамо                                | 1:1              | Арсенал                          | Химки, Россия                       |
| 17:00 МСК | Сапета 55' · Терехов 73' · Соснин 75′ | отчёт видеоотчёт | Аджоев 84' · Комбаров 86′ (пен.) | Стадион: ВТБ УТБ «Новогорск-Динамо» |
| Динамо: Шунин, Козлов (Морозов, 45'), Хольмен, Шунич, С.Терехов, Зотов (Соснин, 60'), Соу (Сапета, 45'), Катрич (Ионов, 45'), Панченко (Луценко, 60'), Ташаев (Темников, 68'), Вандерсон (Бечирай, 45') |                                       |                  |                                  |                                     |

## Чемпионат России

### Турнирная таблица
| Поз | Команда | И  | В  | Н  | П  | МЗ | МП | РМ | О  | Квалификация или выбывание |
| --- | ------- | -- | -- | -- | -- | -- | -- | -- | -- | -------------------------- |
| 6   | Уфа     | 30 | 11 | 10 | 9  | 34 | 30 | +4 | 43 | 2-й кв. раунд Лиги Европы  |
| 7   | Арсенал | 30 | 12 | 6  | 12 | 35 | 41 | −6 | 42 |                            |
| 8   | Динамо  | 30 | 10 | 10 | 10 | 29 | 30 | −1 | 40 |                            |
| 9   | Ахмат   | 30 | 10 | 9  | 11 | 30 | 34 | −4 | 39 |                            |
| 10  | Рубин   | 30 | 9  | 11 | 10 | 32 | 25 | +7 | 38 |                            |

Пункт 17.3. В случае равенства очков у двух и более команд места команд в таблице Чемпионата определяются:
− по результатам игр между собой (число очков, количество побед, разность забитых и пропущенных мячей, число забитых мячей, число забитых мячей на чужом поле);
− по наибольшему числу побед во всех матчах;
− по лучшей разности забитых и пропущенных мячей во всех матчах;
− по наибольшему числу забитых мячей во всех матчах;
− по наибольшему числу мячей, забитых на чужих полях во всех матчах.
Пункт 17.4. При абсолютном равенстве всех указанных показателей места команд в итоговой турнирной таблице определяются в дополнительном матче (турнире) между этими командами.

### Результаты
| 18 июля 2017 1 тур | Динамо                      | 2:2 (0:2)       | Спартак (Москва)         | Химки                                                              |
| 19:30 MSK | Панченко 53′ · Ташаев 90+2′ | отчёт 1 отчёт 2 | Промес 29′ · Адриано 32′ | Стадион: «Арена Химки» Зрителей: 17 133 Судья: С. Карасёв (Москва) |
| Динамо: Шунин, Хольмен, Шунич, Козлов, Терехов, Зотов, Сапета (Соу, 46), Ионов, Катрич (Ташаев, 65), Панченко, Бечирай (Вандерсон, 73).Главный тренер: Юрий Николаевич Калитвинцев. Спартак: Ребров, Ещенко, Кутепов, Боккетти, Комбаров, Фернандо, Глушаков, Мельгарехо, Промес, Зе Луиш (Тимофеев, 89), Луис Адриано (Попов, 65). Главный тренер: Массимо Каррера. |                             |                 |                          |                                                                    |

| 23 июля 2017 2 тур | Динамо | 0:1 (0:0) | Урал                                      | Химки                                                            |
| 17:30 МСК |        | отчёт     | 57' Меркулов · 89′ Чантурия · 90+2' Бавин | Стадион: Арена Химки Зрителей: 6853 Судья: В. Москалёв (Воронеж) |
| Динамо: Шунин, Терехов, Хольмен, Козлов, Шуньич, Соснин, Ионов (Луценко 78'), Сов (Сапета 35'), Зотов, Бечирай (Вандерсон 51'), Панченко. Главный тренер: Юрий Калитвинцев. Урал: Годзюр, Меркулов, Кулаков, Балажиц, Ароян, Фидлер, Емельянов, Димитров, Бикфалви, Григорьев (Бавин 86'), Лунгу (Чантурия 79'). Главный тренер: Александр Тарханов. |        |           |                                           |                                                                  |

| 29 июля 2017 3 тур | Ахмат                                                          | 2:0 (0:0) | Динамо                  | Грозный                                                     |
| 20:00 МСК | Раванелли 58' · Анхель 73' · Митришев 80′ · Родолфо 83′ (пен.) | отчёт     | 19' Сапета · 77' Козлов | Стадион: Ахмат-Арена Судья: В. Безбородов (Санкт-Петербург) |
| Ахмат: Городов, Родолфо (Бацуев 87'), Анхель, Мохаммади, Семёнов, Уциев, Жаба, Раванелли (Бериша 61'), Иванов, Сампайо, Садаев (Митришев 62'). Главный тренер: Олег Кононов Динамо: Шунин, Хольмен, Терехов, Козлов, Шунич, Ионов, Панченко (Вандерсон 69'), Соснин (Бечирай 84'), Сапета, Ташаев, Луценко. Главный тренер: Юрий Калитвинцев. |                                                                |           |                         |                                                             |

| 2017-08-5 4 тур | Динамо                                   | 3:0 (0:0) | Амкар                                  | Химки                                                          |
| 17:30 МСК | Панченко 49′ · Зотов 64′ · Вандерсон 82′ | отчёт     | 42' Зайцев · 76' Салугин · 90+1' Конде | Стадион: Арена Химки Зрителей: 5 423 Судья: Е. Турбин (Москва) |
| Динамо: Шунин, Морозов, Терехов, Хольмен, Шуньич, Зотов, Ионов (Темников 67'), Сов, Ташаев, Панченко (Соснин 71'), Вандерсон (Бечирай 86'). Главный тренер: Юрий Калитвинцев Амкар: Нигматуллин, Милькович (Бодул 68'), Занев, Идову, Конде, Зайцев, Гол, Костюков (Комолов 78'), Баланович, Рязанцев, Салугин (Гасилин 85'). Главный тренер: Гаджи Гаджиев. |                                          |           |                                        |                                                                |

| 2017-08-9 5 тур | Ростов                                                                       | 1:0 (1:0) | Динамо                             | Ростов-на-Дону                                                         |
| 20:00 МСК | Гацкан 15' · Калачёв 19′ (пен.) · Байрамян 21' · Ингасон 26' · Паршивлюк 56' | отчёт     | 11' Соу · 17' Терехов · 21' Катрич | Стадион: Олимп-2 Зрителей: 10 215 Судья: С. Лапочкин (Санкт-Петербург) |
| Ростов: Песьяков, Паршивлюк, Вилюш, Ингасон, Мевля, Зуев (Думбия 75'), Могилевец, Гацкан, Калачёв (Юсупов 68'), Байрамян, Дядюн (Шомуродов 87'). Главный тренер: Леонид Кучук. Динамо: Шунин, Морозов, Терехов, Хольмен, Шуньич, Зотов, Катрич (Темников 71'), Сов, Ташаев, Панченко, Вандерсон. Главный тренер: Юрий Калитвинцев. |                                                                              |           |                                    |                                                                        |

| 2017-08-12 6 тур | Анжи                     | 1:3 (1:2) | Динамо                                                       | Махачкала                                                              |
| 20:00 МСК | Яковлев 9′ · Хубулов 24' | отчёт     | 15′ Бечирай · 34′, 76′ (пен.) Панченко · 59' Соу · 85' Рыков | Стадион: Анжи-Арена Зрителей: 5 339 Судья: М. Вилков (Нижний Новгород) |
| Анжи: Солосин, Мусалов, Фибель, Брызгалов, Хубулов, Афонин, Карасев (Гулиев 61'), Данченко (Липартия 68'), Лескано (Мамтов 46'), Маркелов, Яковлев. Главный тренер: Александр Григорян. Динамо: Шунин, Козлов, Терехов, Темников, Хольмен, Рыков, Сов (Соснин 82'), Ташаев, Бечирай, Панченко (Вандерсон 77'), Луценко (Зотов 46'). Главный тренер: Юрий Калитвинцев. |                          |           |                                                              |                                                                        |

| 2017-08-20 7 тур | Динамо    | 1:1 (0:1) | Уфа                                                  | Химки                                                       |
| 17:30 | Зотов 87′ | Отчёт     | 45′ Ванек · 71' Обляков · 76' Пауревич · 90+1' Йокич | Стадион: Арена Химки Судья: В. Безбородов (Санкт-Петербург) |
| Динамо: Шунин, Терехов, Хольмен, Рыков, Цаллагов, Сов, Ташаев, Зотов, Ионов (Луценко 73'), Бечирай (Вандерсон 57'), Панченко. Главный тренер: Юрий Калитвинцев Уфа: Беленов, Йокич, Аликин, Табидзе, Живоглядов, Стоцкий, Ванек (Обляков 46'), Пауревич (Сысуев 90+3'), Засеев, Игбун, Фатай (Абдулавов 90+1'). Главный тренер: Сергей Семак. |           |           |                                                      |                                                             |

| 2017-08-27 8 тур | Краснодар                                                 | 2:0 (1:0) | Динамо              | Краснодар                                               |
| 20:00 МСК | Смолов 27′, 60′ · Каборе 40' · Петров 49' · Гранквист 71' | отчёт     | 60' Рыков · 63' Сов | Стадион: Краснодар Судья: К. Левников (Санкт-Петербург) |
| Краснодар: Синицын, Мартынович, Гранквист, Петров, Шишкин, Каборе, Подберёзкин, Газинский (Жигулёв 71'), Перейра (Лаборде 81'), Клаессон (Масиэл 63'), Смолов. Главный тренер: Игорь Шалимов Динамо: Шунин, Терехов, Шуньич, Рыков, Темников, Цаллагов, Сов, Зотов (Тьям 67'), Ташаев, Вандерсон (Бечирай 61'), Панченко (Луценко 79'). Главный тренер: Юрий Калитвинцев. |                                                           |           |                     |                                                         |

| 2017-09-10 9 тур | Динамо                                   | 0:0 (0:0) | Зенит      | Химки                                          |
| 14:00 | Сов 45+2' · Темников 66' · Вандерсон 84' | Отчёт     | 70' Ерохин | Стадион: Арена Химки Судья: А. Сухой (Люберцы) |
| Динамо: Шунин, Терехов, Хольмен, Козлов, Рыков, Темников, Тьям, Соснин (Ташаев 77'), Сов, Панченко (Вандерсон 80'), Бечирай (Сапета 90'). Главный тренер: Юрий Калитвинцев. Зенит: Лунёв, Иванович, Кришито, Смольников, Маммана, Кузяев, Ригони (Дзюба 55'), Ерохин, Паредес (Полоз 86'), Кокорин, Дриусси (Шатов 77'). Главный тренер: Роберто Манчини. |                                          |           |            |                                                |

| 2017-09-15 10 тур | Арсенал                                    | 1:0 (1:0) | Динамо                   | Тула                                                |
| 19:30 | Беляев 17′ · Шевченко 67' · Комбаров 90+4' | Отчёт     | 25' Соснин · 44' Терехов | Стадион: Арсенал Судья: М. Вилков (Нижний Новгород) |
| Арсенал: Габулов, Альварес, Сунзу, Беляев, Комбаров, Бурчану, Александров, Максимов (Ткачёв 78'), Чаушич (Денисов 90+2'), Джорджевич (Расич 86'), Шевченко. Главный тренер: Миодраг Божович. Динамо: Шунин, Козлов, Терехов, Хольмен, Рыков (Шуньич 42'), Темников, Тьям (Зотов 46'), Сапета, Соснин, Бечирай, Панченко (Вандерсон 68'). Главный тренер: Юрий Калитвинцев. |                                            |           |                          |                                                     |

| 2017-09-23 11 тур | Динамо | 0:0 (0:0) | ЦСКА        | Химки                                                             |
| 16:30 |        | Отчёт     | 83' Витиньо | Стадион: Арена Химки Зрителей: 18 636 Судья: А. Николаев (Москва) |
| Динамо: Шунин, Козлов, Терехов, Хольмен, Шуньич, Темников, Соу, Тьям, Соснин, Бечирай (Зотов 87'), Вандерсон (Луценко 66'). Главный тренер: Юрий Калитвинцев. ЦСКА: Акинфеев, Фернандес (Набабкин 29'), Щенников, Игнашевич, А. Березуцкий, В. Березуцкий (Миланов 90'), Дзагоев, Натхо (Чалов 66'), Вернблум, Жамалетдинов, Витиньо. Главный тренер: Виктор Гончаренко. |        |           |             |                                                                   |

| 2017-10-1 12 тур | Локомотив                                                    | 3:0 (2:0) | Динамо | Москва                                        |
| 17:00 | Фернандеш 24′ · Эдер 33′ · Ал. Миранчук 58′ · И. Денисов 62' | Отчёт     |        | Стадион: Локомотив Судья: С. Карасёв (Москва) |
| Локомотив: Гилерме, Кверквелия, Пейчинович, Ал. Миранчук, Тарасов (Баринов 84'), И. Денисов, Ан. Миранчук, Игнатьев (Ротенберг 82'), Фернандеш, Эдер, Лысов (В. Денисов 46'). Главный тренер: Юрий Сёмин. Динамо: Шунин, Козлов, Хольмен, Темников (Ташаев 65'), Терехов, Шуньич, Соснин, Соу (Зотов 15'), Тьям, Луценко, Бечирай (Обольский 76'). Главный тренер: Юрий Калитвинцев. |                                                              |           |        |                                               |

| 2017-10-14 13 тур | Динамо                  | 2:0 (1:0) | СКА-Хабаровск | Химки                                                  |
| 14:30 | Козлов 18′ · Ташаев 78′ | Отчёт     |               | Стадион: Арена Химки Судья: С. Иванов (Ростов-на-Дону) |
| Динамо: Шунин, Козлов, Морозов (Цаллагов 65'), Хольмен, Шуньич, Темников, Зотов (Обольский 69'), Сапета, Ташаев, Соснин, Бечирай (Тьям 78'). Главный тренер: Дмитрий Хохлов. СКА-Хабаровск: Довбня, Наваловский, Пуцко, Гришко, Черевко (Савичев 56'), Димидко, Калинский (Барбаро 73'), Дедечко, Габулов (Христов 61'), Казанков, Маркович. Главный тренер: Алексей Поддубский. |                         |           |               |                                                        |

| 2017-10-23 14 тур | Рубин | 0:0 (0:0) | Динамо                     | Казань                                                     |
| 19:30 |       | Отчёт     | 57' Соснин · 90+1' Морозов | Стадион: Казань Арена Судья: К. Левников (Санкт-Петербург) |
| Рубин: Рыжиков, Кудряшов, Бауэр, Гранат, Навас, Сигурдссон, Камболов, М'Вила, Оздоев (Жемалетдинов 64'), Лестьенн (Азмун 46'), Канунников. Главный тренер: Курбан Бердыев. Динамо: Шунин, Козлов, Морозов, Хольмен, Шуньич, Темников, Соснин, Сапета, Зотов (Катрич 64'), Ташаев (Терехов 90'), Бечирай (Вандерсон 46'). Главный тренер: Дмитрий Хохлов. |       |           |                            |                                                            |

| 2017-10-30 15 тур | Динамо          | 0:1 (0:1) | Тосно                                                                                     | Химки                                                          |
| 19:00 | Погребняк 90+1' | Отчёт     | 9′ Галиулин · 33' Сухарев · 43' Казаев · 55' Трошечкин · 59' Заболотный · 90+2' Карницкий | Стадион: Арена Химки Зрителей: 3 657 Судья: А. Сухой (Люберцы) |
| Динамо: Шунин, Козлов, Морозов, Хольмен (Бечирай 74'), Шуньич, Темников (Катрич 46'), Зотов (Погребняк 66'), Соснин, Сапета, Ташаев, Луценко. Главный тренер: Дмитрий Хохлов. Тосно: Юрченко, Сухарев, Чернов, Буйволов, Шахов, Мирзов, Казаев (Трошечкин 46'), Карницкий, Галиулин (Роша 55'), Заболотный, Марков (Мелкадзе 80'). Главный тренер: Дмитрий Парфёнов. |                 |           |                                                                                           |                                                                |

| 2017-11-3 16 тур | Урал                                                                   | 2:2 (1:0) | Динамо                                  | Екатеринбург                                              |
| 17:30 | Балажиц 17′, 90+1′ · Бумаль 32' · Бавин 40' · Кулаков 64' · Фидлер 68′ | Отчёт     | 41' Хольмен · 49′ Шуньич · 74′ Терехоав | Стадион: СКБ-Банк Арена Судья: С. Иванов (Ростов-на-Дону) |
| Урал: Годзюр, Кулаков, Меркулов, Чернов, Балажиц, Бумаль (Фидлер 51'), Димитров, Бавин, Бикфалви, Евсеев, Ильин (Чантурия 66'). Главный тренер: Александр Тарханов. Динамо: Шунин, Козлов, Морозов, Хольмен, Шуньич, Темников (Терехов 29'), Зотов (Обольский 46'), Соснин, Сапета, Ташаев (Цаллагов 90+1'), Луценко. Главный тренер: Дмитрий Хохлов. |                                                                        |           |                                         |                                                           |

| 2017-11-20 17 тур | Динамо                    | 1:1 (0:1) | Терек                    | Химки                                                                       |
| 19:00 | Луценко 62′ · Хольмен 63' | Отчёт     | 31′ Анхель · 83' Сампайо | Стадион: Арена Химки Зрителей: 3 329 Судья: В. Безбородов (Санкт-Петербург) |
| Динамо: Шунин, Козлов, Терехов, Хольмен, Шуньич, Соснин, Сапета (Соу 46'), Ташаев, Терехов, Обольский (Вандерсон 46'), Луценко (Бечирай 63'). Главный тренер: Дмитрий Хохлов. Терек: Гудиев, Уциев, Плиев, Сампайо, Анхель, Семёнов, Швец, Исмаэл, Роши (Родолфо 83'), Бериша (Лео 65'), Мбенг (Балай 78'). И. о. главного тренера: Михаил Галактионов. |                           |           |                          |                                                                             |

| 2017-11-26 18 тур | Амкар                                    | 2:1 (0:0) | Динамо                                                                   | Пермь                                                     |
| 12:00 | Гол 48′ · Эззатоллахи 68′ · Зайцев 90+2' | Отчёт     | 18' Соснин · 43' Соу · 54′ (пен.) 60' Луценко · 71' Шунин · 76' Цаллагов | Стадион: Звезда Зрителей: 4 890 Судья: А. Чистяков (Азов) |
| Амкар: Нигматуллин, Милькович, Занев, Сиваков, Зайцев, Гащенков, Костюков (Прокофьев 86'), Гол (Форбс 82'), Огуде, Эззатоллахи, Комолов (Шаваев 90+4'). Главный тренер: Гаджи Гаджиев. Динамо: Шунин, Козлов, Морозов, Хольмен, Шуньич, Сапета (Бечирай 57'), Соснин, Соу, Ташаев, Терехов (Цаллагов 65'), Луценко (Обольский 77'). Главный тренер:Дмитрий Хохлов. |                                          |           |                                                                          |                                                           |

| 2017-12-1 19 тур | Динамо                                              | 2:0 (2:0) | Ростов                   | Химки                                           |
| 19:30 | Темников 12' · Бечирай 42′ · Ташаев 45′ · Рыков 58' | Отчет     | 25' Калачёв · 71' Макеев | Стадион: Арена Химки Судья: В. Мешков (Дмитров) |
| Динамо: Шунин, Морозов, Хольмен, Шуньич, Рыков, Темников (Сапета 90+2'), Цаллагов, Соу, Ташаев, Луценко, Бечирай. Главный тренер: Дмитрий Хохлов. Ростов: Абаев, Паршивлюк, Макеев, Ингасон, Вилюш, Гацкан, Байрамян, Маер, Ионов (Думбия 76'), Калачёв (Зуев 46'), Бухаров (Дядюн 46'). Главный тренер: Леонид Кучук. |                                                     |           |                          |                                                 |

| 2017-12-9 20 тур | Динамо                  | 2:0 (1:0) | Анжи | Химки                                                                     |
| 15:00 | Ташаев 8′ · Луценко 60′ | Отчёт     |      | Стадион: Арена Химки Зрителей: 3 525 Судья: С. Лапочкин (Санкт-Петербург) |
| Динамо: Шунин, Хольмен, Морозов, Рыков (Козлов 32'), Шуньич, Темников (Соснин 79'), Цаллагов, Соу, Ташаев (Обольский 90+1'), Бечирай, Луценко. Главный тренер: Дмитрий Хохлов. Анжи: Лория, Полуяхтов, Армаш, Тетрашвили, Брызгалов, Афонин (Хубулов 59'), Бакаев, Данченко, Иванченко (Яковлев 46'), Лескано (Прудников 65'), Маркелов. Главный тренер: Вадим Скрипченко. |                         |           |      |                                                                           |

| 2018-03-3 21 тур | Уфа                          | 1:1 (0:1) | Динамо                      | Уфа                                                                    |
| 12:00 | Неделчару 46' · Пауревич 51′ | Отчёт     | 17′ (пен.) Марков · 70' Соу | Стадион: Нефтяник Зрителей: 6 178 Судья: С. Лапочкин (Санкт-Петербург) |
| Уфа: Беленов, Табидзе, Неделчару, Тумасян, Йокич, Живоглядов, Пауревич, Салатич, Сысуев, (Обляков 74'), Стоцкий (Засеев 82'), Фатай. Главный тренер: Сергей Семак. Динамо: Шунин, Рыков, Козлов, Рауш, Шуньич, Цаллагов, Черных (Грулев 82'), Соу, Ташаев, Марков, Луценко. Главный тренер: Дмитрий Хохлов. |                              |           |                             |                                                                        |

| 2018-03-9 22 тур | Динамо | 0:0 (0:0) | Краснодар                   | Химки                                          |
| 15:00 |        | Отчёт     | 50' Гранквист · 60' Перейра | Стадион: Арена Химки Судья: Е. Турбин (Москва) |
| Динамо: Шунин, Козлов, Рауш (Грулев 46'), Шуньич, Рыков, Морозов, Черных (Соснин 87'), Цаллагов, Соу, Ташаев, Обольский (Панченко 61'). Главный тренер: Дмитрий Хохлов. Краснодар: Синицын, Мартынович, Гранквист, Петров, Шишкин, Каборе, Мамаев (Жоаозиньо 75'), Перейра (Вандерсон 69'), Шатов, Классон, Смолов. Главный тренер: Игорь Шалимов. |        |           |                             |                                                |

| 2018-04-18 23 тур | Зенит                                | 2:1 (0:0) | Динамо                                    | Санкт-Петербург                                                          |
| 19:30 | Кришито 57′ (пен.) · Скроботов 90+3′ | Отчёт     | 57' Морозов · 88′ Шуньич · 90+2' Темников | Стадион: Крестовский Зрителей: 33 793 Судья: М. Вилков (Нижний Новгород) |
| Зенит: Лодыгин, Иванович, Мевля, Кришито, Жирков (Заболотный 54'), Краневиттер, Кузяев (Набиуллин 69'), Ерохин, Паредес, Полоз, Дриусси (Скроботов 88'). Главный тренер: Роберто Манчини. Динамо: Шунин, Козлов, Морозов (Темников 73'), Рауш, Хольмен, Шуньич, Ташаев, Соу, Теттех, Панченко (Марков 62'), Луценко (Черных 65'). Главный тренер: Дмитрий Хохлов. |                                      |           |                                           |                                                                          |

| 2018-03-31 24 тур | Динамо                     | 2:1 (0:0) | Арсенал                                                   | Химки                                             |
| 14:30 | Рыков 71′ · Черных 74′ 75' | Отчёт     | 42' Берхамов · 54′ Дзюба · 73' Комбаров · 80' Новосельцев | Стадион: Арена Химки Судья: В. Москалёв (Воронеж) |
| Динамо: Шунин, Козлов, Рыков, Шуньич, Рауш, Черных (Соснин 86'), Соу, Ташаев, Теттех (Обольский 62'), Панченко, Луценко (Цаллагов 79'). Главный тренер: Дмитрий Хохлов. Арсенал: Левашов, Альварес, Сунзу, Беляев, Новосельцев, Комбаров, Чаушич, Ткачёв (Хагуш 76'), Берхамов (Расич 85'), Дзюба, Кангва (Александров 76'). Главный тренер: Миодраг Божович. |                            |           |                                                           |                                                   |

| 2018-04-8 25 тур | ЦСКА                                   | 1:2 (0:1) | Динамо                                      | Москва                                                         |
| 19:00 | Чалов 60′ · Вернблум 68' · Дзагоев 80' | Отчёт     | 11′, 49′ 83' Ташаев · 39' Соу · 45' Морозов | Стадион: ВЭБ Арена Зрителей: 19 054 Судья: С. Карасёв (Москва) |
| ЦСКА: Акинфеев, Щенников (Кучаев 78'), А. Березуцкий, Игнашевич, Набабкин, Натхо, Миланов, Вернблум, Дзагоев, Витиньо (Головин 57'), Муса (Чалов 58'). Главный тренер: Виктор Гончаренко. Динамо: Шунин, Козлов, Морозов, Рауш (Темников 73'), Рыков, Шуньич, Цаллагов (Соснин 66'), Соу, Ташаев, Панченко, Луценко (Обольский 72'). Главный тренер: Дмитрий Хохлов. |                                        |           |                                             |                                                                |

| 2018-04-15 26 тур | Динамо                            | 0:4 (0:2) | Локомотив                                                                                      | Химки                                                           |
| 19:30 | Рыков 41' · Шуньич 58' · Рауш 76' | Отчёт     | 3′, 72′ Ан. Миранчук · 29' И. Денисов · 42′ 57' Фарфан · 58′ Тарасов · 67' Рыбус · 69' Чорлука | Стадион: Арена Химки Зрителей: 10 114 Судья: А. Еськов (Москва) |
| Динамо: Шунин, Рыков, Шуньич, Козлов (Марков 61'), Рауш, Черных (Темников 77'), Ташаев, Соу, Цаллагов (Теттех 46'), Панченко, Луценко. Главный тренер: Дмитрий Хохлов. Локомотив: Гилерме, Чорлука, Кверквелия, Рыбус, Игнатьев (Ротенберг 80'), Ан. Миранчук, Фарфан (Ари 73'), Ал. Миранчук, И. Денисов, Тарасов, Эдер (Коломейцев 55'). Главный тренер: Юрий Сёмин. |                                   |           |                                                                                                |                                                                 |

| 2018-04-21 27 тур | СКА        | 0:1 (0:0) | Динамо                                       | Хабаровск                                                                       |
| 10:00 | Гришко 36' | Отчёт     | 7' Шуньич · 34' Соу · 43' Рыков · 69′ Ташаев | Стадион: Стадион имени Ленина Зрителей: 6 120 Судья: С. Иванов (Ростов-на-Дону) |
| СКА: Довбня, Гришко, Наваловский, Пуцко, Димидко, Федотов (Самсонов 70'), Карасёв, Савичев (Секульский 68'), Никифоров, Маркович, Канунников (Черевко 84'). Главный тренер: Сергей Передня. Динамо: Шунин, Козлов, Рыков, Шуньич, Рауш, Черных (Темников 64'), Теттех, Ташаев, Соу, Панченко (Марков 56'), Луценко (Соснин 80'). Главный тренер: Дмитрий Хохлов. |            |           |                                              |                                                                                 |

| 2018-04-29 28 тур | Динамо                | 0:0 (0:0) | Рубин                                     | Химки                                           |
| 16:00 | Рауш 26' · Марков 56' | Отчёт     | 17' Кузьмин · 35' Попов · 58' Подберёзкин | Стадион: Арена Химки Судья: В. Мешков (Дмитров) |
| Динамо: Шунин, Козлов, Хольмен, Рауш, Рыков (Панченко 61'), Шуньич, Черных (Темников 59'), Теттех, Соснин, Ташаев, Луценко (Марков 46'). Главный тренер: Дмитрий Хохлов. Рубин: Джанаев, Кузьмин, Кудряшов, Гранат, Навас, Камболов, Нобоа, Подберёзкин (Жемалетдинов 78'), Попов, Коновалов (Могилевец 61'), Азмун. Главный тренер: Курбан Бердыев. |                       |           |                                           |                                                 |

| 2018-05-6 29 тур | Тосно                                                      | 1:2 (0:0) | Динамо                                      | Санкт-Петербург                             |
| 16:30 | Мирзов 5' 68′ · Палиенко 50' · Дугалич 85' · Юрченко 90+4' | Отчёт     | 54' Морозов · 56′ 81' Шуньич · 78′ Панченко | Стадион: Петровский Судья: П. Кукуян (Сочи) |
| Тосно: Юрченко, Маргасов, Дугалич, Сухарев, Мьюшкович, Палиенко (Жигулёв 75'), Мирзов, Галиулин (Труич 86'), Роша (Скворцов 65'), Полетанович, Рикардиньо. Главный тренер: Дмитрий Парфёнов. Динамо: Шунин, Рауш, Хольмен, Козлов, Шуньич, Теттех, Черных (Морозов 46'), Соу, Ташаев, Луценко (Соснин 90'), Панченко (Рыков 84'). Главный тренер: Дмитрий Хохлов. |                                                            |           |                                             |                                             |

| 2018-05-13 30 тур | Спартак                                   | 0:1 (0:1) | Динамо                                                                              | Москва                                                              |
| 15:00 | Кутепов 34' · Ребров 90+5' · Промес 90+5' | Отчёт     | 9' Козлов · 9' Рыков · 35′ (пен.) Луценко · 90+4' Марков · 90+5' Ташаев · 90+5' Соу | Стадион: Открытие Арена Зрителей: 42 124 Судья: С. Карасёв (Москва) |
| Спартак: Ребров, Кутепов, Максимович (Фернандо 68'), Самедов, Мельгарехо, Пашалич, Зобнин, Тимофеев (Комбаров 76'), Промес, Ханни (Зе Луиш 46'), Луис Адриано. Главный тренер: Массимо Каррера. Динамо: Шунин, Козлов, Рауш, Хольмен, Шуньич, Рыков, Соу, Ташаев, Теттех (Соснин 73'), Луценко (Марков 90+2'), Панченко (Черных 63'). Главный тренер: Дмитрий Хохлов. |                                           |           |                                                                                     |                                                                     |

## Кубок России
| 20 сентября 2017 1/16 финала | Спартак Нальчик | 0:0 (4:2 по пен.) | Динамо                                           | Нальчик                                                                 |
| 18:30 MSK | Лелюкаев 55'    | Отчёт             | Катрич 55' · Сапета 80' · Морозов 89' · Соу 118' | Стадион: «Спартак» Зрителей: 3 000 Судья: И. Сиденков (Санкт-Петербург) |
| Спартак Нальчик: Шогенов, Муслуев, Шахтиев, Абазов, Лелюкаев, Миронов, Паштов, Ахриев (Машуков, 67'), Медников (Михайленко, 105), Гугуев, Тлупов (Алиев, 74). Главный тренер: Хасанби Биджиев. Динамо: Лещук, Морозов, Шуньич (Хольмен, 46'), Калугин, Цаллагов, Сапета, Зотов (Соу, 75), Катрич, Ташаев, Луценко, Вандерсон (Обольский, 46'). Главный тренер: Юрий Калитвинцев. |                 |                   |                                                  |                                                                         |

## Молодёжное первенство
Как и в предыдущие годы, параллельно с чемпионатом проходит турнир молодёжных команд.

### Турнирная таблица
| М | Команда   | М | В | Н | П | Мячи    | ±   | О  |
| - | --------- | - | - | - | - | ------- | --- | -- |
| 2 | Рубин     | 6 | 5 | 2 | 1 | 13 — 6  | +7  | 16 |
| 3 | Динамо    | 8 | 4 | 3 | 1 | 20 — 9  | +11 | 15 |
| 4 | Краснодар | 8 | 4 | 3 | 1 | 20 — 11 | +9  | 15 |

### Результаты
| Химки 16:00 17 июля 2017, 1 тур                             | \| Динамо-мол \| 5:2 (3:2) отчёт \| Спартак-мол \| \| Евгеньев 18′ · Обольский 20′, 25′ (пен.), 81′ · Кузьмин 59′ \| Голы \| 16′ (пен.) Никулин · 36′ (пен.) Мазуров \| | «Новогорск-Динамо» Зрителей: 200 Судьи: Артём Смолин |
| Динамо-мол                                                  | 5:2 (3:2) отчёт | Спартак-мол                                          |
| Евгеньев 18′ · Обольский 20′, 25′ (пен.), 81′ · Кузьмин 59′ | Голы | 16′ (пен.) Никулин · 36′ (пен.) Мазуров              |

| Химки 14:00 22 июля 2017, 2 тур                   | \| Динамо-мол \| 5:1 (3:1) отчёт \| Урал-мол \| \| Лацевич 12′, 17′, 58′ · Кузьмин 23′ · Калагин 64′ \| Голы \| 18′ (авт.) Калачёв \| | «Новогорск-Динамо» Зрителей: 50 Судьи: Михаил Таран |
| Динамо-мол                                        | 5:1 (3:1) отчёт | Урал-мол                                            |
| Лацевич 12′, 17′, 58′ · Кузьмин 23′ · Калагин 64′ | Голы | 18′ (авт.) Калачёв                                  |

| Грозный 18:00 28 июля 2017, 3 тур | \| Ахмат-мол \| 0:0 отчёт \| Динамо-мол \| | «Стадион имени Султана Билимханова» Судьи: Ян Бобровский |
| Ахмат-мол                         | 0:0 отчёт                                  | Динамо-мол                                               |

| Химки 16:00 4 августа 2017, 4 тур              | \| Динамо-мол \| 4:1 (2:0) отчёт \| Амкар-мол \| \| Лацевич 40′, 44′ · Обольский 58′ · Липовой 73′ \| Голы \| 90+2′ Жуковский \| | «Новогорск-Динамо» Судьи: Антон Качанов |
| Динамо-мол                                     | 4:1 (2:0) отчёт | Амкар-мол                               |
| Лацевич 40′, 44′ · Обольский 58′ · Липовой 73′ | Голы | 90+2′ Жуковский                         |

| Батайск 15:30 8 августа 2017, 5 тур | \| Ростов-мол \| 3:1 (3:0) Отчёт о матче \| Динамо-мол \| \| Соловьёв 19′, 24′ · Дулаев 38′ \| Голы \| 82′ Гоманюк \| | «ДЮСШ №2» Зрителей: 100 Судьи: Виталий Жолобов |
| Ростов-мол                          | 3:1 (3:0) Отчёт о матче                                                                                               | Динамо-мол                                     |
| Соловьёв 19′, 24′ · Дулаев 38′      | Голы | 82′ Гоманюк                                    |

| Махачкала 16:45 11 августа 2017, 6 тур | \| Анжи-мол \| 0:3 (0:1) Отчёт о матче \| Динамо-мол \| \| \| Голы \| 41′ Обольский · 79′ Бурыкин · 85′ Гоманюк \| | «Анжи-Арена», поле №3 Судьи: Евгений Буланов |
| Анжи-мол                               | 0:3 (0:1) Отчёт о матче                                                                                            | Динамо-мол                                   |
|                                        | Голы | 41′ Обольский · 79′ Бурыкин · 85′ Гоманюк    |

| Махачкала 16:45 11 августа 2017, 6 тур | \| Анжи-мол \| 0:3 (0:1) Отчёт о матче \| Динамо-мол \| \| \| Голы \| 41′ Обольский · 79′ Бурыкин · 85′ Гоманюк \| | «Анжи-Арена», поле №3 Судьи: Евгений Буланов |
| Анжи-мол                               | 0:3 (0:1) Отчёт о матче                                                                                            | Динамо-мол                                   |
|                                        | Голы | 41′ Обольский · 79′ Бурыкин · 85′ Гоманюк    |

| Химки 16:00 19 августа 2017, 7 тур | \| Динамо-мол \| 0:0 Отчёт о матче \| Уфа-мол \| | «Новогорск-Динамо» Судьи: Всеволод Жариков |
| Динамо-мол                         | 0:0 Отчёт о матче                                | Уфа-мол                                    |

| Краснодар 18:00 26 августа 2017, 8 тур | \| Динамо-мол \| 2:2 (1:1) Отчёт о матче \| Уфа-мол \| \| Сулейманов 32′ · Халназаров 90+1′ \| Голы \| 27′ Грулев · 51′ Кузьмин \| | «Академия ФК Краснодар» Судьи: Артур Степанян |
| Динамо-мол                             | 2:2 (1:1) Отчёт о матче | Уфа-мол                                       |
| Сулейманов 32′ · Халназаров 90+1′      | Голы | 27′ Грулев · 51′ Кузьмин                      |

## Статистика сезона

### Бомбардиры
| М | Нац.       | №  | Игрок            | Премьер-лига | Кубок России | Всего |
| - | ---------- | -- | ---------------- | ------------ | ------------ | ----- |
| 1 | Россия     | 8  | Кирилл Панченко  | 4            | 0            | 4     |
| 2 | Россия     | 10 | Александр Зотов  | 2            | 0            | 2     |
| 3 | Россия     | 88 | Александр Ташаев | 1            | 0            | 1     |
| 3 | Черногория | 21 | Фатос Бечирай    | 1            | 0            | 1     |
| 3 | Бразилия   | 14 | Вандерсон        | 1            | 0            | 1     |

### Голевые передачи
| М | Нац.       | №  | Игрок           | Премьер-лига | Кубок России | Всего |
| - | ---------- | -- | --------------- | ------------ | ------------ | ----- |
| 1 | Бразилия   | 14 | Вандерсон       | 2            | 0            | 2     |
| 2 | Черногория | 21 | Фатос Бечирай   | 1            | 0            | 1     |
| 2 | Мали       | 27 | Самба Соу       | 1            | 0            | 1     |
| 2 | Россия     | 10 | Александр Зотов | 1            | 0            | 1     |
| 2 | Россия     | 11 | Иван Темников   | 1            | 0            | 1     |
| 2 | Россия     | 48 | Евгений Луценко | 1            | 0            | 1     |

### «Сухие» матчи
| М | Нац.   | № | Игрок       | Премьер-лига | Кубок России | Всего |
| - | ------ | - | ----------- | ------------ | ------------ | ----- |
| 1 | Россия | 1 | Антон Шунин | 1            | 0            | 1     |

### Пенальти
| Игрок           | Дата           | Соревнование | Соперник | Реализация |
| --------------- | -------------- | ------------ | -------- | ---------- |
| Кирилл Панченко | 8 августа 2017 | Премьер-лига | Анжи     | Гол        |